# Jean-Baptiste Ouédraogo
Pour les articles homonymes, voir Ouedraogo.
Jean-Baptiste Ouédraogo, né le 30 juin 1942 à Kaya, est un médecin militaire et homme d'État burkinabé, chef d'État de la République de Haute-Volta du 8 novembre 1982 au 4 août 1983.

## Biographie
Né à Kaya, au nord-ouest de la Haute-Volta, Jean-Baptiste Ouédraogo suit ses études à la faculté de médecine d’Abidjan puis à l’École de santé navale de Bordeaux, avant de se spécialiser en pédiatrie à Strasbourg. 
Médecin-commandant dans l'armée de son pays, il fait partie des militaires qui, le 7 novembre 1982, renversent par un coup d'État le régime du colonel Saye Zerbo. Ouédraogo exerce alors les fonctions de chef d'État à la tête du comité de salut du peuple. Entré en conflit avec son Premier ministre le capitaine Thomas Sankara, il le limoge en mai 1983. Trois mois plus tard, le 4 août, ce dernier prend le pouvoir par un nouveau coup d'État.
Emprisonné à Pô, dans le Nahouri, Ouédraogo est libéré après deux ans de détention. Par la suite, il retourne à la médecine et fonde la clinique Notre-Dame de la Paix à Ouagadougou, où exercent également deux de ses enfants. En 2005, il reçoit deux distinctions honorifiques, la médaille d’or pour l’excellence dans la pratique des affaires, décernée à l’occasion d’un forum à Genève, et le baobab du premier prix du concours du meilleur cadre de vie des formations sanitaires de la région du Centre, attribuée par le ministère de l’Environnement et du cadre de vie du Faso. Son livre intitulé « ma part de vérité » paru en 2020, dépeint un côté sombre du père de la révolution burkinabè, le capitaine Thomas Sankara qu'il accuse d'être un fin manipulateur et un assoiffé du pouvoir. Cette thèse de l'ancien président, lui a valu des inimitiés des admirateurs de Thomas Sankara qui rejettent en bloc ces analyses. Selon les adeptes du président Thomas Sankara, c'est simplement parce qu'il n'a jamais digéré de perdre le pouvoir au profit de son ancien premier ministre Thomas Sankara.